# Lescuraea chilensis
Lescuraea chilensis là một loài Rêu trong họ Leskeaceae. Loài này được Herzog mô tả khoa học đầu tiên năm 1954.